# Agnosticismo

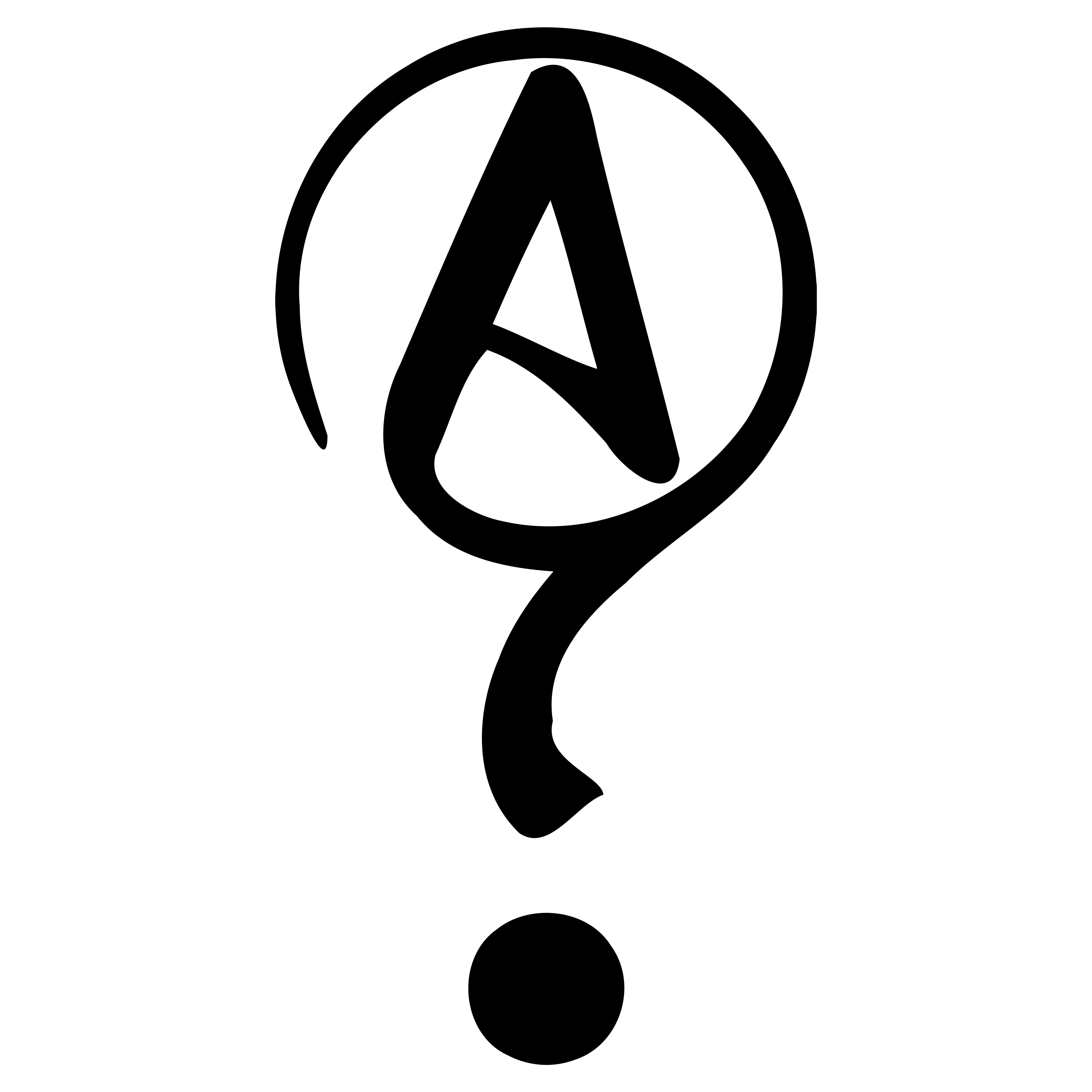
Símbolo del Agnosticismo.

El agnosticismo (del griego antiguo α- [a-], ‘sin’; y γνώσις [gnōsis], ‘conocimiento’) es la postura que considera que la veracidad de ciertas afirmaciones —especialmente las referidas a la existencia o inexistencia de Dios, además de otras afirmaciones religiosas y metafísicas— es desconocida (agnosticismo moderado) o inherentemente incognoscible (agnosticismo radical).
 

El biólogo británico Thomas Henry Huxley acuñó la palabra agnóstico en 1869. Sin embargo, algunos pensadores y obras de la Antigüedad ya habían promovido puntos de vista agnósticos, incluido el agnosticismo de Sanyaia Belatthaputta (filósofo indio del siglo v a. C.) respecto de la existencia de cualquier forma de vida más allá de la muerte, el de Protágoras (filósofo griego del siglo v a. C.) sobre los dioses y el del Himno de la creación, parte del texto sagrado indio Rig-veda (uno de los textos conocidos más antiguos, compuesto probablemente entre 1500-1200 a. C.), acerca del origen del universo.

## Agnosticismo por país (2023)
Porcentaje de personas que se encontraba de acuerdo con la siguiente afirmación: «No estoy seguro si creo en Dios o en un poder —espíritu— superior».
| Puesto | País           | % Agnósticos/as | Fuente |
| ------ | -------------- | --------------- | ------ |
| 1.º    | Japón          | 34 %            | [ 11 ] |
| 2.º    | Tailandia      | 24 %            | [ 12 ] |
| 3.º    | Corea del Sur  | 19 %            | [ 13 ] |
| 4.º    | España         | 17 %            | [ 14 ] |
| 5.º    | Suecia         | 16 %            | [ 15 ] |
| 6.º    | Reino Unido    | 16 %            | [ 16 ] |
| 7.º    | Bélgica        | 15 %            | [ 17 ] |
| 8.º    | Francia        | 15 %            | [ 18 ] |
| 9.º    | Polonia        | 15 %            | [ 19 ] |
| 10.º   | Singapur       | 15 %            | [ 20 ] |
| 11.º   | Alemania       | 14 %            | [ 21 ] |
| 12.º   | Hungría        | 14 %            | [ 22 ] |
| 13.º   | Italia         | 14 %            | [ 23 ] |
| 14.º   | Países Bajos   | 12 %            | [ 24 ] |
| 15.º   | Australia      | 12 %            | [ 25 ] |
| 16.º   | Canadá         | 12 %            | [ 26 ] |
| 17.º   | India          | 11 %            | [ 27 ] |
| 18.º   | Estados Unidos | 10 %            | [ 28 ] |
| 19.º   | Argentina      | 8 %             | [ 29 ] |
| 20.º   | Chile          | 5 %             | [ 30 ] |
| 21.º   | Turquía        | 5 %             | [ 31 ] |
| 22.º   | México         | 4 %             | [ 32 ] |
| 23.º   | Sudáfrica      | 4 %             | [ 33 ] |
| 24.º   | Brasil         | 4 %             | [ 34 ] |
| 25.º   | Perú           | 3 %             | [ 35 ] |
| 26.º   | Colombia       | 3 %             | [ 36 ] |

## Definición
El agnosticismo, de hecho, no es un credo, sino un método, cuya esencia radica en la rigurosa aplicación de un único principio. […] Positivamente, el principio puede expresarse: en cuestiones del intelecto, sigue a tu razón tan lejos como ella te lleve, sin tener en cuenta ninguna otra consideración. Y negativamente: en cuestiones del intelecto no pretendas que sean ciertas las conclusiones que no han sido demostradas o no sean demostrables.
Thomas Henry Huxley

De acuerdo con el filósofo William L. Rowe, en sentido estricto, el agnosticismo es la postura filosófica que afirma que la humanidad carece de los fundamentos racionales necesarios para justificar cualquier creencia: «Dios existe» o «Dios no existe». Asimismo, según Rowe, en el sentido popular, un agnóstico es aquel que ni cree ni descree en la existencia de Dios, mientras que un teísta y un ateo cree y descree, respectivamente.
George H. Smith rechaza que el agnosticismo sea una tercera alternativa al teísmo y el ateísmo y propone términos como ateísmo agnóstico (la posición de los que no creen posible conocer la existencia de deidades pero creen que de todos modos ningún dios existe realmente) y teísmo agnóstico (la posición de los que igualmente no creen posible saber si existe algún dios o no, pero igual creen que probablemente hay algún dios-deidad).

### Etimología
El término agnóstico fue usado en 1869 por Thomas Henry Huxley en un discurso ante la Sociedad Metafísica para describir su filosofía, la cual rechaza todas las declaraciones de conocimiento espiritual o místico. Los líderes de la iglesia cristiana temprana usaron la palabra griega gnosis (conocimiento) para describir el «conocimiento espiritual». No se debe confundir el agnosticismo con doctrinas religiosas opuestas al movimiento antiguo del gnosticismo: Huxley usó el término en un sentido más amplio y abstracto. Identificó el agnosticismo no como un credo, sino un método de investigación escéptico basado en evidencias.
En años recientes, la literatura científica relacionada con la neurociencia y la psicología han usado la palabra para significar «no cognoscible». En la literatura técnica y de mercadotecnia, «agnóstico» puede significar independencia de algunos parámetros, por ejemplo, «software agnóstico» o «hardware agnóstico».

### Agnosticismo condicionado
David Hume, filósofo de la Ilustración escocesa, sostuvo que las afirmaciones con sentido sobre el mundo siempre están condicionadas por algún grado de duda. Afirmó que la falibilidad de los seres humanos implicaba que no podían obtener certezas absolutas salvo casos triviales donde una afirmación es cierta por definición (tautologías como «ningún soltero está casado» o «todos los triángulos tienen tres vértices»).

### Tipos
Una persona que se considera «agnóstica» afirma que no tiene una opinión sobre la existencia de Dios, ya que cree que no hay evidencia definitiva a favor o en contra. El agnosticismo, no obstante, se ha dividido recientemente en varias categorías. Estas incluyen:
Ateísmo agnósticoNo cree en la existencia de ninguna deidad, pero no afirma saber que existe alguna deidad o no.
Teísmo agnósticoNo afirma conocer la existencia de una deidad, pero aun así cree en ella.
Agnosticismo apático o pragmáticoNo existen pruebas de la existencia o inexistencia de deidad alguna, pero debido a que cualquier deidad que pudiese existir parece indiferente respecto al universo o el bienestar de sus habitantes, la pregunta es esencialmente académica. Por lo tanto, su existencia tiene poco o ningún impacto en los asuntos humanos y debiese ser de igual interés teológico.
Agnosticismo fuerte (también llamado agnosticismo «estricto», «cerrado» o «permanente»)La pregunta de la existencia o inexistencia de una deidad o deidades y la naturaleza última de la realidad son incognoscibles a causa de nuestra incapacidad natural de no poder comprobar una experiencia sino con otra experiencia subjetiva. Un agnóstico fuerte dirá «No puedo saber si una deidad existe o no y tú tampoco».
Agnosticismo débil (también llamado agnosticismo «empírico», «abierto» o «temporal»)La existencia o la inexistencia de cualquier deidad está actualmente más allá del conocimiento, pero no es necesariamente incognoscible; por lo tanto, suspenderá el juicio hasta que la prueba, si existe, se haga disponible. Un agnóstico débil dirá «No sé si existen deidades o no pero quizás algún día, si hay evidencias, podamos descubrir algo». También podrá decir: «Si Dios existe, la ciencia lo descubrirá».

## Historia

### Filosofía hinduista
A lo largo de la historia del hinduismo ha existido una fuerte tradición de especulación filosófica y escepticismo. El Rig-veda toma una postura agnóstica respecto a las preguntas fundamentales «¿Quién o qué creó el universo? ¿Quién o qué creó a los dioses?».

¿Quién lo sabe con certeza? ¿Quién lo proclamará?
¿De dónde nació? ¿De dónde provino la creación?
Los dioses son posteriores a la creación de este mundo.
Entonces ¿quién puede conocer sus orígenes?
Nadie sabe de dónde surgió la creación
o si Él lo hizo o no.
Él, quien lo contempla desde los sublimes cielos,
 solo Él sabe, o quizás, Él no lo sabe.
El Nasadiya-sukta (también conocido como el Himno de la creación) en el décimo libro del Rig-veda.

### Filosofía griega
El pensamiento agnóstico, en la forma del escepticismo, surgió como una postura filosófica formal en la Antigua Grecia. Sus representantes incluyen a Protágoras, Pirrón, Carnéades, Sexto Empírico y, en algún grado, a Sócrates, quien fue un firme defensor de estudiar la epistemología desde un enfoque escéptico. Pirrón sostuvo que debiésemos abstenernos de realizar juicios debido a que nunca podemos estar seguros de la realidad verdadera. Tener una opinión es posible, pero no poseer certidumbre o conocimiento. Carnéades también fue escéptico respecto a todas las afirmaciones de conocimiento. Propuso una teoría de la probabilidad; no obstante, la certeza es por siempre inalcanzable.
Protágoras rechazó las descripciones convencionales de los dioses:

Con respecto a los dioses, no tengo medios para saber si existen o no o qué clase de seres pueden ser. Muchas cosas previenen del conocimiento, incluida la oscuridad del tema y la brevedad de la vida humana.

### Hume, Kant y Kierkegaard
Aristóteles, Anselmo de Canterbury, Tomás de Aquino y Descartes postularon argumentos en un intento de probar racionalmente la existencia de Dios. El empirismo escéptico de David Hume, la antinomia de Immanuel Kant y la filosofía existencialista de Søren Kierkegaard convencieron a muchos filósofos posteriores a abandonar este propósito, ya que consideran imposible la construcción de cualquier prueba irrefutable de la existencia o inexistencia de un dios.
En su libro Migajas filosóficas (1844), Kierkegaard escribió:

Llamemos a eso desconocido Dios. Esto que le damos es solo un nombre. Querer probar que eso desconocido (Dios) existe, apenas se le ocurre a la razón. Si Dios no existe, entonces es imposible demostrarlo, pero si existe, entonces es una locura querer demostrarlo, pues en el momento en que comienzo la demostración, lo he supuesto no como algo dudoso —eso es lo que una suposición no puede ser, ya que es suposición—, sino como algo establecido, porque en caso contrario no hubiera comenzado, ya que se entiende fácilmente que todo esto se haría imposible si Dios no existiera. Si pienso, en cambio, que con la expresión «demostrar la existencia de Dios» quiero demostrar que lo desconocido que existe es Dios, entonces me expreso de una manera poco afortunada, pues con ello no demuestro nada y mucho menos una existencia, sino que desarrollo una determinación conceptual.

### Thomas Henry Huxley

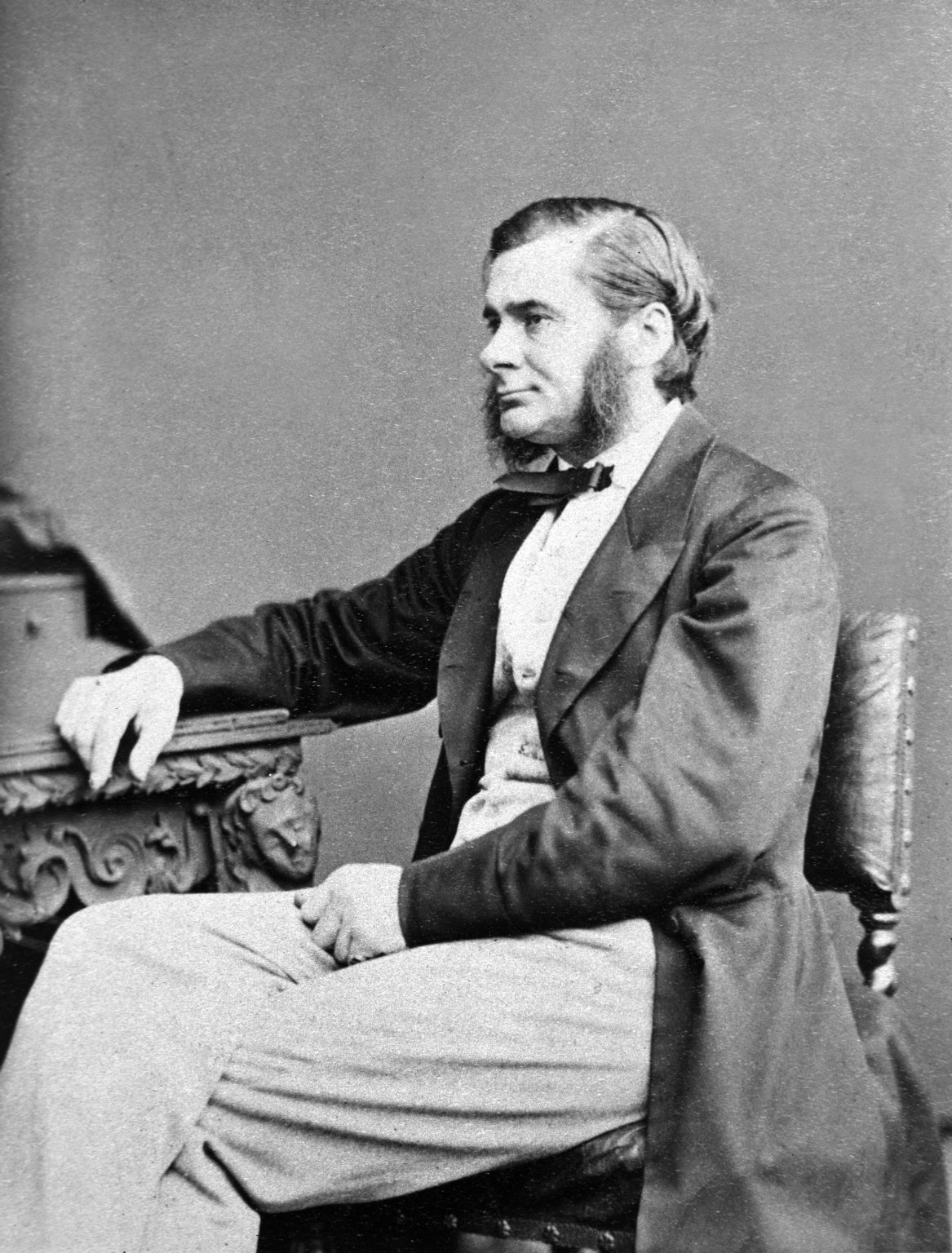
Thomas Henry Huxley.

Las opiniones agnósticas son tan antiguas como el escepticismo filosófico, pero los términos agnóstico (agnostic) y agnosticismo (agnosticism) fueron creados por Thomas Henry Huxley para resumir sus pensamientos respecto a los desarrollos contemporáneos de la metafísica respecto a lo incondicionado (William Hamilton) y lo incognoscible (Herbert Spencer). Aunque Huxley empezó a usar el término agnóstico en 1869, sus opiniones habían tomado forma hacía algún tiempo. En una carta escrita el 23 de septiembre de 1860 a Charles Kingsley, analizó sus opiniones extensamente:

Yo ni afirmo ni niego la inmortalidad del hombre. No veo razón para creer en ella, pero, por otro lado, no tengo medios para refutarla. No tengo objeciones a priori a la doctrina. Nadie que tenga que lidiar diariamente y a cada hora con la naturaleza puede molestarse en las dificultades a priori. Dame tal evidencia que me justificaría creer en cualquier otra cosa y yo creeré en ella. ¿Por qué no debería de creer? Ciertamente es tan maravilloso como la conservación de la fuerza o la indestructibilidad de la materia. […]

Es inútil de que me hables de analogías y probabilidades. Yo sé a qué me refiero cuando digo que creo en la ley de los cuadrados inversos y no basaré mi vida y mis esperanzas en convicciones más débiles. […]

Que mi personalidad es la cosa más segura que sé que puede ser cierta. Pero el intento de concebir qué es me conduce a meras sutilezas verbales. He vencido a todo ese relleno sobre el ego y el no-ego, el noúmeno y el fenómeno, y todo el resto de ello, demasiado a menudo para ignorar que aun al intentar pensar en estas cuestiones, el intelecto humano se tropieza en seguida fuera de sus profundidades.

Y de nuevo, al mismo destinatario, el 6 de mayo de 1863:

Nunca he tenido la más mínima simpatía con las razones a priori contra la ortodoxia, y tengo por naturaleza e inclinación la mayor antipatía posible hacia toda las escuelas ateas e infieles. Sin embargo sé que soy, a mi pesar, exactamente lo que un cristiano llamaría, y, hasta donde puedo ver, justificadamente, ateo e infiel. No puedo ver una sombra o pizca de evidencia de que lo gran desconocido subyacente a los fenómenos del universo nos sea útil en la relación de un Padre que nos ama y cuida como afirma el cristianismo. Así que al respecto de los otros grandes dogmas cristianos, la inmortalidad del alma y el estado futuro de recompensas y castigos, ¿qué objeción posible puedo yo —que estoy compelido necesariamente a creer en la inmortalidad de lo que llamamos Materia y Fuerza, y en un muy inequívoco estado presente de recompensas y castigos por nuestros actos— hacer a esas doctrinas? Dame un ápice de evidencia y estaré listo para aceptarlas con entusiasmo.

Sobre el origen del nombre agnóstico para describir su actitud, Huxley dio la siguiente explicación:

Cuando alcancé la madurez intelectual y empecé a preguntarme a mí mismo sobre si era un ateo, un teísta o un panteísta; un materialista o un idealista; un cristiano o un librepensador; descubrí que cuanto más aprendía y reflexionaba, más alejada estaba la respuesta; hasta que, al final, llegué a la conclusión de que no tenía arte ni parte con ninguna de esas denominaciones, salvo la última. Lo único en que la mayoría de estas buenas personas estaban de acuerdo era en lo único en que discrepaba con ellos. Estaban bastante seguros de haber alcanzado cierta «gnosis»: habían, con más o menos éxito, solucionado el problema de la existencia; mientras que yo estaba bastante seguro de que no lo había logrado, y tenía una convicción bastante fuerte de que el problema era irresoluble. Y, con Hume y Kant de mi lado, no podía creerme osado en albergar rápidamente esa opinión […]

Así que reflexioné e inventé lo que concebí un título apropiado para «agnóstico». Vino a mi cabeza como provocativamente antitético del «gnóstico» de la historia de la Iglesia, quien declaraba saber mucho sobre las mismas cosas de las que yo era ignorante. […] Para mi gran satisfacción el término fue aceptado.

### William Stewart Ross
William Stewart Ross escribió bajo el seudónimo de Saladin. Abogó por el agnosticismo en oposición al ateísmo de Charles Bradlaugh como una exploración espiritual no concluyente. En Why I am an Agnostic (c. 1889) afirmó que el agnosticismo es el «opuesto mismo del ateísmo».

### Robert G. Ingersoll

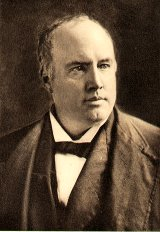
Robert G. Ingersoll.

Robert G. Ingersoll, un abogado y político de Illinois que se convirtió en un famoso orador de Estados Unidos del siglo XIX, fue conocido como «el Gran agnóstico» (the Great Agnostic).
En un discurso de 1896 titulado Why I Am An Agnostic, Ingersoll relató por qué era agnóstico:

¿Existe un poder sobrenatural, una mente arbitraria, un Dios entronado, una voluntad suprema que mueve las olas y corrientes del mundo, al que todas las causas reverencian? No lo niego. No lo sé, pero no lo creo. Creo en que la naturaleza es suprema, que en la cadena infinita ningún eslabón puede perderse o romperse, que no hay un poder sobrenatural que pueda escuchar oraciones, ningún poder que la adoración pueda persuadir o alterar, ningún poder al que le importe el hombre.

Creo que con sus infinitos brazos la Naturaleza lo abraza todo, que no hay interferencia, no casualidad, que detrás de cada evento están las necesarias e incontables causas y que más allá de cada evento existirán y debe existir los necesarios e incontables efectos.

¿Existe un Dios? No lo sé. ¿El hombre es inmortal? No lo sé. Existe una cosa que sé, y esa es que ni la esperanza, ni el miedo, creencia ni negación pueden cambiar la realidad. Es como es y será como debe ser.

Para concluir resumió la posición del agnosticismo como:

Podemos ser honestos a la vez que ignorantes. Si lo somos, cuando se nos pregunte qué hay más allá del horizonte de lo conocido, debemos decir que no lo sabemos.

### Bertrand Russell

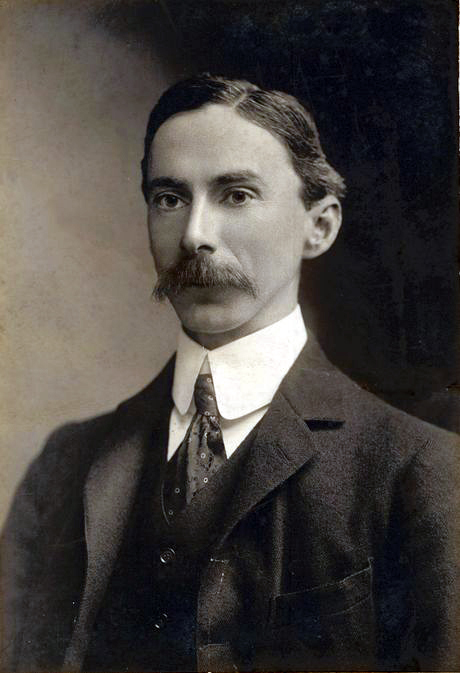
Bertrand Russell.

El ensayo Why I Am Not a Christian (Por qué no soy cristiano) de Bertrand Russell, basado en uno de sus discursos de 1927 y posteriormente incluido en un libro homónimo, es considerado una exposición clásica del agnosticismo. Russell les pidió a sus lectores que «se paren en sus propios pies y miren imparcialmente y directo al mundo con una actitud intrépida y una inteligencia libre».
En The existence and nature of God (La existencia y naturaleza de Dios, 1939) se identificó a sí mismo como ateo:

La existencia y naturaleza de Dios es un tema que solo puedo analizar a la mitad. Si uno llega a una conclusión negativa respecto a la primera parte de la pregunta, la segunda no surge; y mi postura, como habrán notado, es negativa en esta materia.

No obstante, luego en el mismo discurso, al analizar los conceptos modernos y no antropomórficos de Dios, afirmó:

Esa clase de Dios, pienso, no es una que se pueda realmente refutar, mientras que un creador omnipotente y benevolente, sí.

En el ensayo Am I An Atheist or an Agnostic? A Plea For Tolerance In The Face Of New Dogmas (¿Soy ateo o agnóstico? Un llamado a la tolerancia cara a cara con nuevos dogmas, 1947), reflexionó sobre el problema de cómo llamarse a sí mismo:

Como filósofo, si estuviera dirigiéndome a una audiencia estrictamente filosófica, debería decir que tengo la obligación de describirme a mí mismo como un agnóstico, porque no creo que haya un argumento concluyente con el cual uno demuestre que no existe un Dios. Por otra parte, si voy a comunicar la idea correcta al hombre común de a pie, pienso que tendría que decir que soy un ateo, porque cuando digo que no puedo probar que no existe un Dios, debería agregar que igualmente no puedo probar que no existen los dioses homéricos.

En su ensayo What Is An Agnostic? (¿Qué es un agnóstico?, 1953) escribió:

Un agnóstico piensa que es imposible conocer la verdad en asuntos como Dios o la vida próxima en las que el cristianismo y otras religiones están preocupados. O, si no imposible, al menos imposible en el presente. [...] Pienso que si escuchara una voz del cielo que predijera todo lo que me ocurrirá en las siguientes veinticuatro horas, incluidos eventos que habrían parecido altamente improbables, y si todos estos eventos luego sucedieran, estaría probablemente convencido al menos de la existencia de alguna inteligencia sobrehumana. Puedo imaginar otra prueba de la misma clase que me convencería [de la existencia de Dios], pero hasta donde sé esa evidencia no existe.

### Leslie Weatherhead
En 1965 el teólogo cristiano Leslie Weatherhead publicó The Christian Agnostic (El cristiano agnóstico), en el que argumenta:

[…] muchos agnósticos declarados están más cerca de la creencia en el verdadero Dios que muchos feligreses convencionales que creen en un cuerpo que no existe a quien llaman equivocadamente Dios.

Aunque radical y rechazado por los teólogos convencionales, el «agnosticismo» de Weatherhead está lejos del de Huxley, incluso del agnosticismo débil:

Por supuesto que el alma humana tendrá siempre el poder de rechazar a Dios, ya que la elección es esencial a su naturaleza, pero no puedo creer que nadie finalmente lo hará.

### Charles Darwin
Criado en un ambiente religioso, Charles Darwin estudió para convertirse en pastor anglicano. Pese a que con el tiempo dudaba en partes de su fe, Darwin continuó ayudando en los asuntos de la iglesia, aunque eludía ir a misa. Darwin afirmó que sería «absurdo dudar de que un hombre pueda ser un teísta apasionado y un evolucionista». Aunque reticente respecto a sus opiniones religiosas, en 1879 escribió: «Nunca he sido un ateo en el sentido de negar la existencia de un Dios. Pienso que mayormente […] agnóstico sería la descripción más correcta de mi mentalidad».

## Demografía

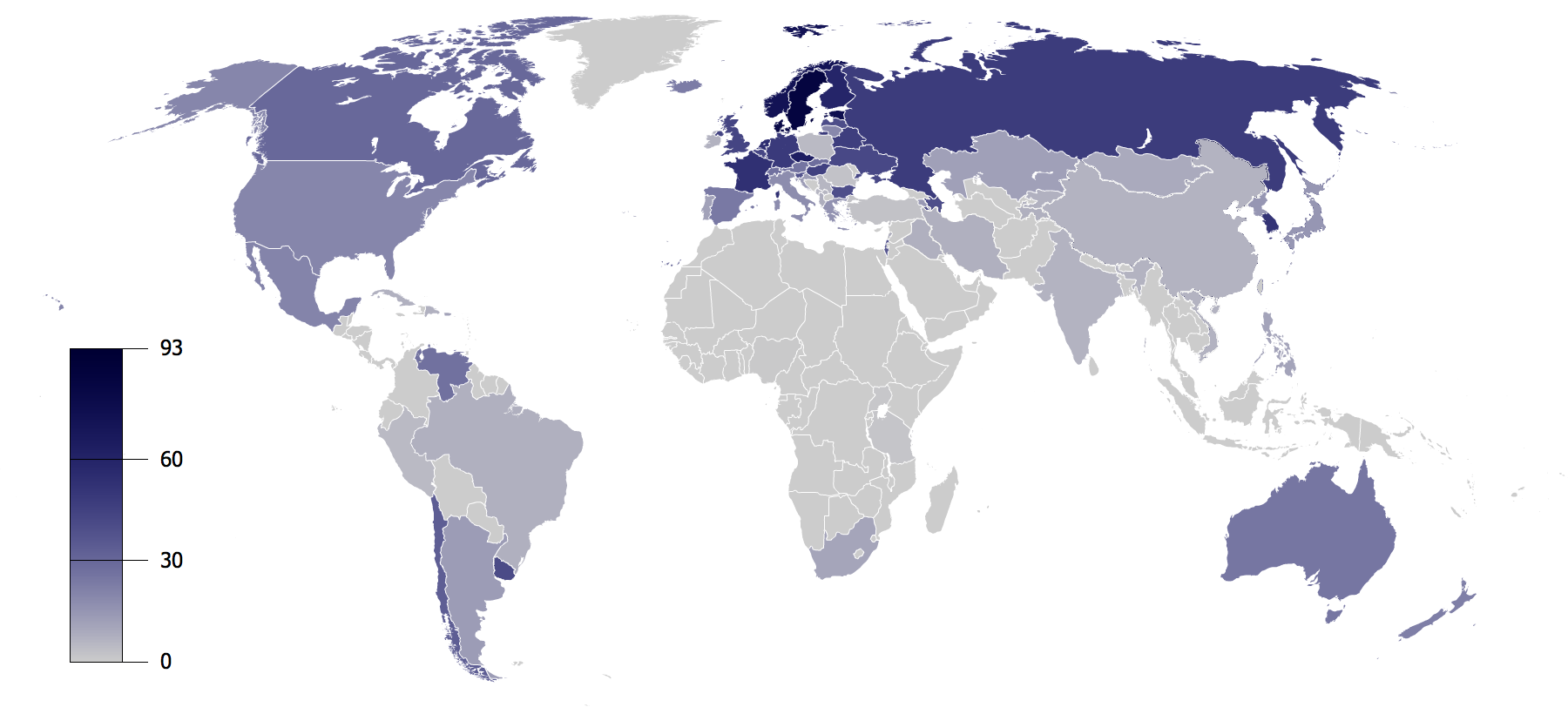
Proporción de ateos y agnósticos en el mundo (2007).

Los servicios demográficos normalmente no diferencian los varios tipos de participantes no religiosos, por lo que a menudo se clasifica a los agnósticos en la misma categoría que a los ateos y otras personas sin religión.
Una encuesta de WIN/GIA de 2012 preguntó «¿Independientemente de si asistes a un lugar de culto o no, dirías que eres una persona religiosa, no religiosa o un ateo convencido?». El 59 % de la población mundial se identificó como religiosa, un 23 % no religiosa y un 13 % se declaró atea convencida. Una encuesta de 2010 publicada en la Encyclopædia Britannica reveló que las personas no religiosas o agnósticos constituían el 9,6 % de la población mundial. Una encuesta de finales de 2006 publicada en el Financial Times abarcó a los Estados Unidos y cinco naciones europeas. Las tasas de agnosticismo en el país americano fueron de 14 %, mientras que las europeas fueron considerablemente mayores: Italia (20 %), España (30 %), Gran Bretaña (35 %), Alemania (25 %) y Francia (32 %).

Porcentaje de ciudadanos europeos que respondieron «No creo que existe alguna clase de espíritu, Dios o fuerza suprema» en el Eurobarómetro de 2005.

Un estudio dirigido por Pew Research Center en 2010 encontró que alrededor del 16 % de la población mundial no tenía afiliación religiosa, el tercer grupo más grande, después del cristianismo y el islam.
De acuerdo con un estudio de 2012 por Pew Research Center, los agnósticos representaban el 3,3 % de los adultos estadounidenses. En el U.S. Religious Landscape Survey, a cargo de Pew Research Center, el 55 % de quienes respondieron «agnósticos» expresaron «una creencia en Dios o un espíritu universal», mientras que un 41 % declararon sentir una tensión en «ser no religioso en una sociedad donde la mayoría de las personas son religiosas».
Otros estudios han ubicado el porcentaje estimado de ateos, agnósticos y otros no creyentes en un Dios personal en tasas tan bajas como aquellas de un solo dígito en Polonia, Rumania, Chipre y otras naciones europeas, y hasta un 60 % en Finlandia, 72 % en Noruega, 80 % en Dinamarca y un 85 % en Suecia. De acuerdo con el Eurobarómetro de 2010, el 51 % de la Unión Europea cree en un Dios, un 26 % cree que existe una clase de espíritu o fuerza suprema, el 20 % no cree en ninguna de las anteriores y un 3 % restante no está seguro. De acuerdo con el Australian Bureau of Statistics en 2011 el 22 % de los australianos no tiene religión, categoría que incluye a los agnósticos. Entre el 64 y el 65 % de los japoneses y el 81 % de los vietnamitas son ateos, agnósticos o no creen en dios alguno.

## Críticas
El agnosticismo es criticado desde una variedad de puntos de vista. Algunos pensadores religiosos consideran que limita la capacidad de la mente para conocer la realidad al materialismo. Algunos ateos critican el uso del término agnosticismo como funcionalmente indistinguible del ateísmo, esto resulta en frecuentes críticas a aquellos que adoptan el término para evadir la «etiqueta atea». Por ejemplo, Mario Bunge escribió «Es probable que un agnóstico sea un ateo avergonzado, temeroso de estar equivocado, de ser acusado de dogmatismo o discriminado».
Algunos pensadores y filósofos rechazan la validez del agnosticismo, pues consideran que limita la capacidad humana de conocer la realidad, ser cuya inteligencia tendría además un elemento no material, espiritual. Afirman que «no poder ver o tomar ciertas cosas no significa necesariamente negar su existencia» y utilizan la gravedad, entropía, razón o el pensamiento como ejemplos.

### Teístas
Los críticos teístas afirman que el agnosticismo es imposible en la práctica, debido a que solo se puede vivir como si Dios no existiera (etsi deus non daretur) o como si Dios existiera (etsi deus daretur). Académicos religiosos como Laurence B. Brown critican un mal uso del término, afirmando que se ha convertido en uno de los conceptos peor usados en metafísica. Brown pregunta, «Afirmas que nada puede conocerse con certeza […], ¿cómo, entonces, puedes estar tan seguro?».
De acuerdo con Joseph Ratzinger, el agnosticismo fuerte se contradice a sí mismo al afirmar el poder de la razón para conocer la verdad científicamente. Culpa a la exclusión del raciocinio de la religión y la ética de patologías peligrosas como crímenes contra la humanidad y desastres ecológicos. «El agnosticismo —dijo Ratzinger— es siempre el fruto de un rechazo del conocimiento que es de hecho ofrecido a la humanidad. […] El conocimiento de Dios siempre ha existido». Aseveró que el agnosticismo es una elección de comodidad, orgullo, dominio y utilidad sobre la verdad, y que se opone a las siguientes actitudes: la autocrítica más aguda, escucha humilde a la totalidad de la existencia, la paciencia persistente y autocorreción del método científico, la disposición de ser purificado por la verdad.
La Iglesia católica considera que vale la pena examinar lo que llama «agnosticismo parcial», especialmente aquellos sistemas que «no apuntan a construir una completa filosofía de lo incognoscible, sino en excluir tipos especiales de verdad, especialmente religiosas, del dominio del conocimiento». Sin embargo, la Iglesia históricamente se ha opuesto al rechazo total de la capacidad de la razón humana para conocer a Dios. El Concilio Vaticano I decretó «Dios, el principio y fin de todo, puede, por la luz natural de la razón humana, conocerse con certeza a partir de las obras de creación». De acuerdo con la Catholic Encyclopedia, este no se basó en un sistema filosófico histórico, sino en las Escrituras.
El filósofo cristiano Blaise Pascal argumentó que incluso cuando no hubiese ninguna evidencia valedera de la existencia de Dios, los agnósticos deberían considerar lo que se conoce como la apuesta de Pascal: el valor infinito esperado de aceptar a Dios es siempre mayor que el valor finito recibido de no hacerlo, por lo que es una «apuesta» más segura elegir creer.
Peter Kreeft y Ronald Tacelli citaron veinte argumentos para la existencia de Dios, y afirmaron que cualquier «demanda» de evidencia en un laboratorio es pedirle a Dios, el ser supremo, que se convierta en un sirviente del hombre.

### Ateas

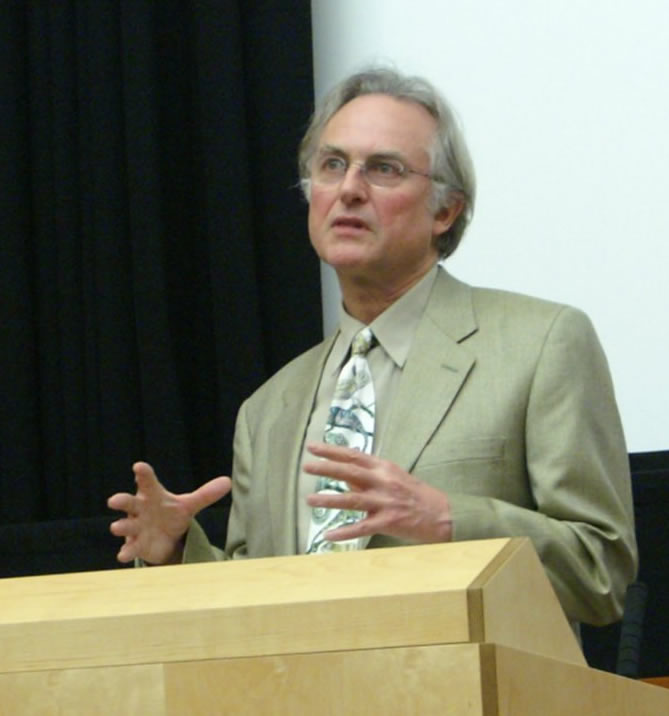
Richard Dawkins, biólogo británico y una de las figuras ateas más prominentes del debate público contemporáneo.

Richard Dawkins mientras que elogia el «agnosticismo temporal en la práctica» (ATP) en materias que tienen una respuesta pero se carece de evidencias para dar una respuesta definitiva, crítica al «agnosticismo permanente por principio» (APP, agnosticismo fuerte) en asuntos de religión pues «la existencia o inexistencia de Dios es un hecho científico sobre el Universo, descubrible por principio si no por la práctica». En su libro El espejismo de Dios cuestiona al agnosticismo con bases científicas y filosóficas por mantener una posición neutral con respecto a la existencia o no existencia de deidades.
Crítica además el salto lógico de afirmar la irrefutabilidad de algo a sostener que la verdad y falsedad de su existencia son por tanto equiprobables; al igual que para la tetera de Russell o el Monstruo de Espagueti Volador, puede evaluarse la probabilidad de la verdad de la hipótesis de Dios. Ya que en la práctica todos nos movemos del tetera-agnosticismo al tetera-ateísmo, propone un espectro de probabilidad teísta para distinguir ambas posturas: qué tan cerca del cero se está dispuesto a estimar la probabilidad de la existencia de Dios. Argumenta que la evidencia y el razonamiento están lejos de situarnos en el punto medio de 50 %, por lo que se declara «agnóstico en la misma medida en que lo soy respecto de las hadas en el fondo del jardín».

## Ignosticismo
Un concepto relacionado es el ignosticismo, la postura que una definición coherente de una deidad debe proponerse antes de que pueda discutirse con sentido la pregunta sobre su existencia. Si la definición elegida no es coherente, el ignóstico defenderá la perspectiva del no cognitivismo teológico de que tal frase no posee significado o es imposible de probar. Alfred J. Ayer, Theodore Drange y otros filósofos consideran al ateísmo y al agnosticismo incompatibles con el ignosticismo, aduciendo que los primeros aceptan que «una deidad existe» es una proposición con significado que puede argumentarse a favor o en contra.